# London Stock Exchange
LSE (skraćeno od engleskog naziva London Stock Exchange) najznačajnija je londonska i europska, a ujedno i jedna od najpoznatijih i najznačajnih svjetskih burza vrijednosnih papira. Smještena je na trgu Paternoster Square, nedaleko Katedrale sv. Pavla u Londonu. U lipnju 2011. godine ukupna vrijednost dionica kompanija koje su kotirale na ovoj burzi bila je 3,75 bilijuna američkih dolara, što londonsku burzu vrijednosnih papira čini najvećom burzom u Europi po opsegu trgovanja te četvrtom bruzom u svijetu. Burzom upravlja London Stock Exchange Group (LSEG).

## Povijest

### Počeci
Engleski trgovac i financijaš Thomas Gresham bio je osnivač i pokretak kraljevske burze u Londonu, po modelu na tada već postojeću burzu u Antwerpenu. Godine 1571. burzu je otvorila kraljica Elizabeta I. Kasnije, tijekom 17. stoljeća trgovcima vrijednosnim papirima bio je zabranjen ulaz na burzu zbog njihova nepristojna ponašanja. Zbog toga su se morali snalaziti na razne načine pa su trgovali na drugim lokacijama u blizini, kao primjerice u poznatoj gostionici Johnatan's coffe house. Godine 1698. u toj gostionici broker po imenu John Casting počeo je izlistavati cijene nekoliko vrijednosnih papira, njihove tečajeve te cijene nekih važnijih proizvoda, poput soli, ugljena i papra. Popis cijena nije osvježavan na dnevnoj bazi, nego se mijenjao svakih nekoliko dana. Spomenute aktivnosti i popis kasnije su prešli u gostionicu Garraway’s coffee house. Javne aukcije toga vremena trajale su toliko vremena za koliko bi izgorjela improvizirana svijeća od slanine, a bile su poznate i kao „aukcije za inč svijeće“. Broj dionica s kojima se trgovalo s vremenom je rastao te se sve više tadašnjih kompanija uključilo u kotaciju.
Nakon što je u velikom londonskom požaru izgorjela zgrada postojeće Kraljevske (Greshamove) burze, godine 1699. izgrađen je novi objekt i burza je ponovno otvorena. Ovo je značio korak naprijed od gostionica i napredak prema modernom načinu trgovanja. Nova Kraljevska burza nije imala samo vlastite brokere, nego su sudjelovali i trgovci izvan te organizacije. Počelo se voditi računa o uređenju načina trgovanja, koji je do tada bio prilčno velik problem, jer mnogi koji su trgovali nisu imali odgovarajuću dozvolu. Tako je 1697. godine Britanski parlament donio zakon o financijskom i fizičkom kažnjavanju onih koji su trgovali bez dozvole. Također, broj brokera ograničen je na najviše 100, što je kasnije povećavano s rastom opsega trgovine. Ova ograničenja s vremenom su dovela do problema pa su trgovci iz raznih razloga počeli napuštati burzu i trgovati na ulicama Londona. Ulica u kojoj se odvijalo najviše trgovanja u narodu je prozvana Change or exchange alley (prevedeno na hrvatski: Ulica zamjene i razmjene), a nalazila se u blizini sjedišta Bank of England (Engleske središnje banke). Naravno, Parlament je nastojao sankcionirati ovakvu vrstu trgovanja. Mnoge kompanije toga doba čije su se dionice prodavale našle su se u problemima budući sa su među trgovcima kolale i dionice „umjetnih“ kompanija te su drastične oscilacije njihovih dionica naštetile „pravim“ kompanijama.
Nakon svršetka Sedmogodišnjeg rata (1756. – 1763.) ponovno se aktiviralo trgovanje u gostionici Jonathan's coffee house. Godine 1773. Johnatan je zajedno s još 150 drugih brokera osnovao udruženje te otvorio novu i nešto formalniju „Burzu vrijednosnih papira“ u ulici Sweeting alley. Uvedena je i naplata ulaznica ako je netko htio trgovati.

### 19. stoljeće
Godine 1801. u Londonu je otvorena prva službena burza, koja je imala svoj pravilnik, a nazvana je Subscription room (prevedeno na hrvatski: Potpisnička soba). Međutim, već prvog dana trgovanja došlo je do problema, kada su policajci morali silom izbaciti trgovce bez dozvole. Zbog ovakvih i još raznih razloga ova burza je bila nepogodna, pa je donesena odluka da se izgradi nova zgrada londonske burze. Dana 18. svibnja 1801. William Hamond položio je temeljni kamen i radovi su počeli. Objekt je dovršen relativno brzo, a 30. prosinca iste godine održano je svečano otvorenje.
Godine 1812. donesen je prvi pravilnik burze, koji je, iako je bio kratak i sažet, unio značajan red u trgovanje. Sa svojom novom, državnom upravom te rastom opsega trgovine Londonska burza vrijednosnih papira postala je sastavni dio financijskog života grada. Također, unatoč velikom javnom protivljenju, Britanska vlada putem burze prikupljala je velik dio novca za rat protiv Napoleona Bonapartea.
Nakon svršetka rata i značajnog rasta gospodarske aktivnosti općenito u cijelom svijetu, davanje zajmova državama poput Brazila, Čilea ili Perua bilo je perspektivno ulaganje. Vezano za to, Međunarodni odjel burze omogućavao je sudionicima da sudjeluju u svim transakcijama vezanima za inozemna ulaganja. Protekom vremena trgovanje inozemnim vrijednosnim papirima postaje uobičajeno. Međunarodne financijske aktivnosti u to vrijeme mnogo pridonose britanskom gospodarstvu, svoje burze vrijednosnih papira dobivaju i gradovi Liverpool i Manchester.
Iz razloga stalnog povećanja broja trgovaca i članova burze, vlasti su 1853. godine odlučile o gradnji potpuno nove zgrade, jer postojeća više nije bila adekvatna a i nije se imala kamo proširiti. Za glavnog arhitekta odabran je Thomas Allason. Novi objekt bio je pravo osvježenje, a imao je dvostruko veći prostor za trgovanje. Sredinom 19. stoljeća izumljeni su i u uporabu se uvode telefon i telegraf, što znatno doprinosi razvoju burzovnog poslovanja.

### 20. stoljeće
Kako su tada i Burza, ali i London bili financijsko središte svijeta, početak Prvog svjetskog rata značajno je uzdrmao britansko gospodarstvo. Odmah nakon početka sukoba dogodio se oštar pad cijena vrijednosnih papira. U srpnju 1914. Burza je zatvorena te se takvo stanje zadržava do početka 1915. godine. 
 Ulično trgovanje privremeno opet postaje aktualno. Dana 4. siječnja 1915. godine Burza je ponovno otvorena, ali ovaj put rad opterećuju velika ograničenja, poput onog da transakcije moraju biti isključivo gotovinske. Tijekom Prvog svjetskog rata Burzu je napustilo oko 1.000 trgovaca.
Početkom Drugog svjetskog rata vlada opća bojazan da će London biti metom zračnih napada pa je Burza povremeno zatvorena, a trgovanje koje se odvija obavlja se uglavnom telefonskim putem. Također, tijeom rata zgrada je oštećena u jednom od požara u noći 29. prosinca 1940. te 1945. kada ju je pogodila jedna V-2 raketa.
Nakon ratova dolazi vrijeme stabilizacije i gospodarskog procvata. Vlasti su ponovno primorane izgraditi veći prostor za trgovanje. Godine 1967. započinje izgradnja poslovnog tornja visokog 100 m koji se prostire na 26 katova. Dana 8. studenog 1972. godine objekt je dovršen te predstavlja jedan od novih simbola grada, a otvara ga kraljica Elizabeta II. Godine 1973. događaju se dvije značajne promjene. Prva od njih dopušta ženama i strancima trgovanje na Burzi, dok druga povezuje britanske i irske regionalne burze. Burza po prvi put počinje djelovati pod službenim imenom The London Stock Exchange. U veljači godine 1984. uveden je burzovni indeks FTSE 100. Također, osamdesetih godina 20. stoljeća dolazi i do Big Banga na Londonskoj burzi – ukidaju se mnoga ograničenja, što značajno potiče razvoj trgovanja, a uveden je i sustav objave tečaja vrijednosnih papira na elektroničkim zaslonima. Godine 1997. uvodi se elektroničko trgovanje.

### Novo tisućljeće
Novo tisućljeće obilježava uvođenje niza novih financijskih proizvoda i novina u trgovanju. Osim toga, s uvođenjem elektroničkog trgovanja Burzovni toranj postaje suvišan, a Burza 2004. godine seli na trg Paternoster Square. Godine 2007. The London Stock Exchange spaja se s organizacijom Bursa Italiana, stvorivši udruženje London Stock Exchange Group. Kasnije je bilo još nekoliko pokušaja da se novonastalo udruženje jače poveže s američkim i kanadskim tržištima kapitala, ali ti poslovnih pothvati nisu realizirani.

## Trgovanje
Londonska burza pruža velike mogućnosti ulaganja i trgovanja, a ondje kotiraju dionice više od 2.900 kompanija iz više od 60 zemalja diljem svijeta. Trgovanje se odvija elektroničkim putem. Burza je otvorena od ponedjeljka do petka, a radno vrijeme je ujutro od 08:00 h do 16:30 h poslijepodne. Neradni su dani subota, nedjelja oni praznici za koje Burza to unaprijed najavi.

## Indeksi
Kako se na Burzi trguje širokim spektrom vrijednosnih papira, postoji niz indeksa koji ih prate, kao primjerice: FTSE 100 Index, FTSE 250 Index, FTSE 350 Index, FTSE SmallCap Index ili FTSE All-Share Index. Najznačajniji je FTSE 100 Index.
FTSE 100 Index
Jedan je od glavnih svjetskih indeksa za praćenje cijena vrijednosnih papira i općenito situacije na burzama, a uveden je 3. siječnja 1984. godine. U rujnu 2021. sektor industrijskih dobara i usluga bio je najveći u indeksu s ponderom od 11,5%, zatim financijski sektor s 11,3% i treći sektor s 9,9%. Prvih 10 tvrtki čini 41% ukupne tržišne kapitalizacije svih sudionika u indeksu.

## Zanimljivosti
| Godina | Događaj |
| ------ | --- |
| 1990.  | Dana 20. lipnja eksplodirala je naprava koju je u blizinu galerije za posjetitelje postavila irska radikalna organizacija IRA. Nije bilo ozlijeđenih. |
| 2011.  | Dana 15. listopada, Burzu okupiraju prosvjednici koji čine dio pokreta prosvjeda koji se odvijaju u preko 700 velikih svjetskih gradova. Motiv prosvjeda je neslaganje s politikom surovih oblika kapitalizma. Policija štiti i blokira prostor ispred ulaza pod tvrdnjom kako je to privatni prostor. |